# 國道108號 (印度)
國道108號（英語：National Highway 108，簡稱NH 108）是一條連接著印度北阿坎德邦達拉蘇和根戈德里的公路，全長127公里（91英里）並完全位於北阿坎德邦境內，而途經的城鎮則包括有烏塔爾卡斯希和亞穆諾特里。

## 外部連結
- 印度國道系統地圖（页面存档备份，存于）